# Fruhstorferiola
Fruhstorferiola is een geslacht van rechtvleugeligen uit de familie veldsprinkhanen (Acrididae). De wetenschappelijke naam van dit geslacht is voor het eerst geldig gepubliceerd in 1921 door Willemse.

## Soorten
Het geslacht Fruhstorferiola omvat de volgende soorten:
- Fruhstorferiola brachyptera Zheng, 1988
- Fruhstorferiola cerinitibia Zheng, 1998
- Fruhstorferiola huangshanensis Bi & Xia, 1980
- Fruhstorferiola huayinensis Bi & Xia, 1980
- Fruhstorferiola okinawaensis Shiraki, 1930
- Fruhstorferiola omei Rehn & Rehn, 1939
- Fruhstorferiola rubicornis Zheng & Shi, 1998
- Fruhstorferiola rufucorna Zheng & Yang, 1999
- Fruhstorferiola sibynecerca Zheng, 2001
- Fruhstorferiola tonkinensis Willemse, 1921
- Fruhstorferiola viridifemorata Caudell, 1921
- Fruhstorferiola xuefengshana Fu & Zheng, 2000